# Abhidharmakosa
El Abhidharmakosa es un documento intelectual budista que estipula una introducción a los siete tratados del Abhidharma del canon Sarvastivada y es un compendio de sus contenidos.
Fue compuesto por el monje budista Vasubandhu (floruit entre el siglo IV o V), quien vivió al noroeste de la India. Sistematiza la doctrina Sarvastivada y expone la influencia del Mahāyāna, al cual Vasubandhu se convirtió después.
Provee mucha información sobre las diferencias doctrinales existentes entre las antiguas escuelas budistas.
- Datos: Q1582672
- Multimedia: Abhidharmakośabhāṣya / Q1582672